# Spring (televisieserie)
Spring was een Vlaamse jeugdserie van Studio 100 die uitgezonden werd van 2 december 2002 tot 28 maart 2008 op de Vlaamse televisiezender Ketnet. Het verhaal draait om een groep jongeren die zichzelf en de wereld ontdekken in en rond dansschool Spring.
De serie was erg populair en werd in 2011, 2014, 2018, 2019, 2021, 2022, 2023 en 2024 herhaald.

## Seizoenen
| Seizoen | Afleveringen (totaal) | Afleveringen (seizoen) | Afleveringen (verloop) | Uitzendingen                       | Titelsong               |
| ------- | --------------------- | ---------------------- | ---------------------- | ---------------------------------- | ----------------------- |
| 1       | 390                   | 52                     | 1 - 52                 | 2 december 2002 - 28 februari 2003 | Spring                  |
| 2       | 390                   | 52                     | 53 - 104               | 1 december 2003 - 27 februari 2004 | We kunnen het leven aan |
| 3       | 390                   | 78                     | 105 - 182              | 3 januari 2005 - 17 mei 2005       | Vrije val               |
| 4       | 390                   | 78                     | 183 - 260              | 9 januari 2006 - 22 mei 2006       | Open je hart            |
| 5       | 390                   | 78                     | 261 - 338              | 15 januari 2007 - 28 december 2007 | Voor een leven          |
| 6       | 390                   | 52                     | 339 - 390              | 31 december 2007 - 28 maart 2008   | Voor een leven          |

## Verhaal
Spring gaat over een groep jongeren die zichzelf en de wereld ontdekken in en rond dansschool 'Spring'! De meisjes houden van dansen, fotografie en mode. De jongens houden van stevige muziek. Liefde, vriendschap maar ook competitie komen heel vaak terug in de serie. Maar vriendschap overwint alles en uiteindelijk komt alles goed!

## Rolverdeling
Legenda
 = Hoofdrol
 = Bijrol
 = Geen rol

### Hoofdrollen
| Personage                 | Acteur               | Seizoenen                          | Seizoenen                          | Seizoenen                          | Seizoenen                  | Seizoenen                  | Seizoenen         |  |
| Personage                 | Acteur               | 1                                  | 2                                  | 3                                  | 4                          | 5                          | 6                 |  |
| ------------------------- | -------------------- | ---------------------------------- | ---------------------------------- | ---------------------------------- | -------------------------- | -------------------------- | ----------------- |  |
| Evert Van Bellum          | Jelle Cleymans       | Afl: 1-390                         | Afl: 1-390                         | Afl: 1-390                         | Afl: 1-390                 | Afl: 1-390                 | Afl: 1-390        |  |
| Roger Van Asten           | Herman Boets         | Afl: 1-390                         | Afl: 1-390                         | Afl: 1-390                         | Afl: 1-390                 | Afl: 1-390                 | Afl: 1-390        |  |
| Arlette Van Asten         | Annemarie Picard     | Afl: 1-390                         | Afl: 1-390                         | Afl: 1-390                         | Afl: 1-390                 | Afl: 1-390                 | Afl: 1-390        |  |
| Xavier Lejeune            | Damian Corlazzoli    | Afl: 1-310                         | Afl: 1-310                         | Afl: 1-310                         | Afl: 1-310                 | Afl: 1-310                 |                   |  |
| Katrijn Van Asten         | Anneleen Liégeois    | Afl: 1-268, 310                    | Afl: 1-268, 310                    | Afl: 1-268, 310                    | Afl: 1-268, 310            | Afl: 1-268, 310            |                   |  |
| Chantal Goegebuer         | Cara Van der Auwera  | Afl: 1-260                         | Afl: 1-260                         | Afl: 1-260                         | Afl: 1-260                 |                            |                   |  |
| Marie-France Van Mechelen | Mieke Bouve          | Afl: 1-259                         | Afl: 1-259                         | Afl: 1-259                         | Afl: 1-259                 |                            |                   |  |
| Pieter Van Asten          | Steven Bossuyt       | Afl: 1-158, 162, 164               | Afl: 1-158, 162, 164               | Afl: 1-158, 162, 164               |                            |                            |                   |  |
| Evi De Bie                | Sofie Van Moll       | Afl: 1-104, 106, 110, 113-117, 137 | Afl: 1-104, 106, 110, 113-117, 137 | Afl: 1-104, 106, 110, 113-117, 137 |                            |                            |                   |  |
| Sara                      | Amy Indjai           | Afl: 1-183                         | Afl: 1-183                         | Afl: 1-183                         |                            |                            |                   |  |
| Maggy Lejeune             | Zohra Aït-Fath       | Afl: 1-105                         | Afl: 1-105                         | Afl: 1-105                         |                            |                            |                   |  |
| Thomas Desmyter           | Koen Burssens        | Afl: 1-52                          |                                    |                                    |                            |                            |                   |  |
| Jonas Verduyn             | Lothar Grob          | Afl: 7-52                          |                                    |                                    |                            |                            |                   |  |
| Tina "Tien" Smolders      | Jenna Vanlommel      |                                    | Afl: 53-338                        | Afl: 53-338                        | Afl: 53-338                | Afl: 53-338                |                   |  |
| David Vercauteren         | Kobe Van Herwegen    |                                    | Afl: 57-390                        | Afl: 57-390                        | Afl: 57-390                | Afl: 57-390                | Afl: 57-390       |  |
| Roxanne Boisier           | Véronique Leysen     |                                    |                                    | Afl: 119-390                       | Afl: 119-390               | Afl: 119-390               | Afl: 119-390      |  |
| Pia Bertels-Deroover      | Tania Kloek          |                                    |                                    | Afl: 133, 135-136, 143-338         | Afl: 133, 135-136, 143-338 | Afl: 133, 135-136, 143-338 | Afl: 342-343, 390 |  |
| Jo "Johan" De Klein       | Timo Descamps        |                                    |                                    | Afl: 149-390                       | Afl: 149-390               | Afl: 149-390               | Afl: 149-390      |  |
| Karima                    | Tatyana Beloy        |                                    |                                    |                                    | Afl: 223-338               | Afl: 223-338               |                   |  |
| Nele Nuydens              | Daphne Paelinck      |                                    |                                    |                                    |                            | Afl: 261-390               | Afl: 261-390      |  |
| Leen Avondts              | Daphne Wellens       |                                    |                                    |                                    |                            | Afl: 261-390               | Afl: 261-390      |  |
| Stefanie Avondts          | Leen Dendievel       |                                    |                                    |                                    |                            | Afl: 262-390               | Afl: 262-390      |  |
| Niek Vandenbulcke         | Hein Blondeel        |                                    |                                    |                                    |                            | Afl: 263-390               | Afl: 263-390      |  |
| Emma Naessens             | Fleur Brusselmans    |                                    |                                    |                                    |                            | Afl: 269-390               | Afl: 269-390      |  |
| Liesbeth Bertels-Deroover | Vera Mann            |                                    |                                    |                                    |                            | Afl: 279-389               | Afl: 279-389      |  |
| Steven Geubens            | Pieter Van Keymeulen |                                    |                                    |                                    |                            | Afl: 289-390               | Afl: 289-390      |  |

### Nevenrollen
Een greep uit de kleinere rollen:
| Personage                                  | Acteur/actrice     | Afleveringen                                                        | Seizoen | Periode   |
| ------------------------------------------ | ------------------ | ------------------------------------------------------------------- | ------- | --------- |
| Claude Jespers                             | Peter Thyssen      | 9-171                                                               | 1-3     | 2002-2005 |
| Arne Nuydens                               | Tim Van Hoecke     | 13-48, 50, 127-177                                                  | 1 & 3   | 2002-2005 |
| Christian Goegebuer                        | Ben Van Ostade     | 35-259                                                              | 1-4     | 2003-2006 |
| Axel Dewinne                               | Laurens L'Enfant   | 53-101                                                              | 2       | 2003-2004 |
| Luc Cortens                                | Marc Verbruggen    | 57-139, 173-175                                                     | 2-3     | 2003-2005 |
| Dizzie/Dirk                                | Kevin Bellemans    | 70-87                                                               | 2       | 2003-2004 |
| Laura                                      | Hilde Vanhulle     | 91-98                                                               | 2       | 2004      |
| François 'Cois' Lejeune                    | Eddy Vereycken     | 105-253                                                             | 3-4     | 2005-2006 |
| Deathleff                                  | Alain Van Goethem  | 118, 120-123                                                        | 3       | 2005      |
| Stan                                       | David Michiels     | 185-190, 240, 242-256                                               | 4       | 2006      |
| Mr. Bertels (vader van Pia)                | Hans De Munter     | (193), 202-260                                                      | 4       | 2006      |
| Ronald                                     | Alex Van Haecke    | 207, 209, 219, 223, 228, 232, 235, 238, 240-242                     | 4       | 2006      |
| Bastiaan "Bas"                             | Stijn Van Haecke   | 207-249                                                             | 4       | 2006      |
| Jorre de kleine boef                       | Nigel Chantrain    | 216-224, 270-271, 285-286, 296, 303-304, 308-312, 315, 333, 335-338 | 4-5     | 2006-2007 |
| Ben                                        | Guillaume Devos    | 225-236                                                             | 4       | 2006      |
| Politiecommissaris                         | Camilia Blereau    | 227-253, 311-312                                                    | 4-5     | 2006-2007 |
| Kelner                                     | Peter Bulckaen     | 340, 348, 359, 365, (367), 374, 379, 388                            | 6       | 2008      |
| Renee Doornbosch                           | Annemarie Lemaître | 340, 365-374                                                        | 6       | 2008      |
| Juan                                       | George Arrendell   | 349-354, 358, 364, 369, 375, 383                                    | 6       | 2008      |
| Jean Carboné                               | Hans Van Den Stock | 355-356, 366, 368-369, 378, 380, 382-390                            | 6       | 2008      |
| Ferdinand Vercauteren (Magic Ferdinand)    | Maurice Wouters    | 359-374                                                             | 6       | 2008      |
| Circusdirecteur Bolle Boris                | Ron Cornet         | 362-390                                                             | 6       | 2008      |
| Klaus, de circusclown                      | Marc Bober         | 363-390                                                             | 6       | 2008      |
| Luc                                        | Stijn Steyaert     | 367-390                                                             | 6       | 2008      |
| Mr. Nicolaas Vandenbulcke (vader van Niek) | Guy Van Sande      | 377-390                                                             | 6       | 2008      |

### Gastrollen
| Personage                                                                    | Acteur/actrice       | Afleveringen                                | Seizoen | Periode   |
| ---------------------------------------------------------------------------- | -------------------- | ------------------------------------------- | ------- | --------- |
| Jan                                                                          | Peter Michel         | 11-16                                       | 1       | 2002      |
| Piet Dubois                                                                  | Wim Stevens          | 23, 24, 34, 38, 41, 46, 50                  | 1       | 2003      |
| Lies                                                                         | Monika Dumon         | 29, 34                                      | 1       | 2003      |
| Dirk, de fotograaf                                                           | Mark Stroobants      | 30-31, 50-52                                | 1       | 2003      |
| Mike, nationaal tafelvoetbalkampioen                                         | Olivier De Smet      | 35-36, 43-44                                | 1       | 2003      |
| Stefke                                                                       | Tom De Hoog          | 41                                          | 1       | 2003      |
| Radiopresentator Terry                                                       | Günther Samson       | 42, 44                                      | 1       | 2003      |
| Tafelvoetbalpartner van Mike                                                 | Govert Deploige      | 43-44                                       | 1       | 2003      |
| Karel Dejaegher                                                              | Eric Kerremans       | 50                                          | 1       | 2003      |
| Steve van Fusion                                                             | Martin Stritzko      | 57, 67, 69, 76-78, 81, 87-103               | 2       | 2003-2004 |
| Hoteleigenaar                                                                | Dirk Lavrysen        | 73-75                                       | 2       | 2004      |
| Dansleraar van Maggy                                                         | onbekend             | 94-95, 97                                   | 2       | 2004      |
| Mr. Lemaitere                                                                | Eric Van Herreweghe  | 102-103                                     | 2       | 2004      |
| Mr. Uberberg                                                                 | Erik Goyvaerts       | 105, 111, (119), (136), (141), 145-146, 148 | 3       | 2005      |
| Frank (regisseur en de opdrachtgever van de dansopdracht voor de tv-reclame) | Door Van Boeckel     | 112, 114, 123-124                           | 3       | 2005      |
| Rijinstructeur van Tien                                                      | Jan Van Hecke        | 113, 120, 123-125, 146                      | 3       | 2005      |
| Mr. Van den Berg, de notaris                                                 | Fred Van Kuyk        | 126, 135-136, 144                           | 3       | 2005      |
| Kandidaat-koper Erik                                                         | Louis Talpe          | 132, 135-136                                | 3       | 2005      |
| Eigenaar van de concertzaal                                                  | Dirk Bosschaert      | 143                                         | 3       | 2005      |
| Carl, de televisieregisseur                                                  | Frank Van Erum       | 151-180, 182, 333-334                       | 3       | 2005      |
| Marc Verbiest (Oude manager van Jo)                                          | Hans Royaards        | 158-159, 161, 163-164, 167                  | 3       | 2005      |
| Dokter                                                                       | Nicky Langley        | 183, 186, 189, 230, 233                     | 4       | 2006      |
| Een juf van een klas met zesjarige                                           | Viv Van Dingenen     | 184, 194                                    | 4       | 2006      |
| Jongen die gitaarles wil volgen bij Xavier                                   | Hein Blondeel        | 184                                         | 4       | 2006      |
| Fotograaf                                                                    | Brik Van Dyck        | 184, 199, 205, 208, 213, 216, 221, 231      | 4       | 2006      |
| Eigenaar van de kartbaan                                                     | Wim Van de Velde     | 191-192, 194, 196, 199                      | 4       | 2006      |
| Kunstkenner                                                                  | Erik Burke           | 220, 228-229                                | 4       | 2006      |
| Advocate Pals                                                                | Bianca Vanhaverbeke  | 232, 234, 237-238, 240, 242, 249, 259-260   | 4       | 2006      |
| Ziekenhuis dokter                                                            | Bert Vannieuwenhuyse | 239                                         | 4       | 2006      |
| Verpleegster                                                                 | onbekend             | 239-242, 259-260                            | 4       | 2006      |
| Florian, de fotograaf                                                        | onbekend             | 243, 248, 250                               | 4       | 2006      |
| Guillaume, de man van het ministerie                                         | Chris Cauwenberghs   | 259-260                                     | 4       | 2006      |
| Ziekenhuis dokter                                                            | onbekend             | 263, 303-304, 306-307                       | 5       | 2007      |
| Verpleegster                                                                 | onbekend             | 263, 303                                    | 5       | 2007      |
| Jongen die examenvragen verkoopt aan Jo                                      | onbekend             | 264, 269-270                                | 5       | 2007      |
| Leraar en examinator van kunstgeschiedenis                                   | Jan Verbist          | 267-270                                     | 5       | 2007      |
| Brahim Attaeb                                                                | Zichzelf             | 268-272, 338                                | 5       | 2007      |
| Geena Lisa                                                                   | Zichzelf             | 269-272                                     | 5       | 2007      |
| Jongen in het publiek                                                        | Niels Destadsbader   | 271-272                                     | 5       | 2007      |
| Vuilnisman                                                                   | Hans van den Stock   | 277-278                                     | 5       | 2007      |
| Belle Perez                                                                  | Zichzelf             | 279-281, 284                                | 5       | 2007      |
| Jongere Liesbeth Bertels-Deroover                                            | Moora Vander Veken   | 279-282                                     | 5       | 2007      |
| Jongere Pia Bertels-Deroover                                                 | Aurélie Hendrickx    | 279-282                                     | 5       | 2007      |
| Griet, vaste klant van Niek                                                  | onbekend             | 281-282                                     | 5       | 2007      |
| Lies, ex-vriendin van Niek                                                   | onbekend             | 286-287                                     | 5       | 2007      |
| Rita                                                                         | onbekend             | 286                                         | 5       | 2007      |
| Joost                                                                        | Mattias Baertsoen    | 287-294                                     | 5       | 2007      |
| Stijn                                                                        | Steven Roox          | 289-290, 325-326                            | 5       | 2007      |
| Heftruckchauffeur en autosloper                                              | onbekend             | 293-294                                     | 5       | 2007      |
| Boksleraar Koen                                                              | Govert Deploige      | 297-298, 300, 343, 347-348, 360-361         | 5-6     | 2007-2008 |
| Jos, winkelbediende                                                          | Frans Maas           | 300-302                                     | 5       | 2007      |
| Gijzelaar                                                                    | Wim Stevens          | 300-302                                     | 5       | 2007      |
| Wafelbezorger op skeelers                                                    | Dennis Eijkemans     | 304                                         | 5       | 2007      |
| Metselaars                                                                   | Ben Van Hoof         | 307-308                                     | 5       | 2007      |
| Metselaars                                                                   | David Cantens        | 307-308                                     | 5       | 2007      |
| Trouwambtenaar van Roger & Arlette                                           | Kristiaan Lagast     | 309-310                                     | 5       | 2007      |
| Annick                                                                       | Lindsay Bervoets     | 313-316                                     | 5       | 2007      |
| Meisje                                                                       | Laurien Poelemans    | 315                                         | 5       | 2007      |
| Vrienden van Niek                                                            | Jeroen Lenaerts      | 317-320                                     | 5       | 2007      |
| Vrienden van Niek                                                            | David Cantens        | 317-320                                     | 5       | 2007      |
| Vrienden van Niek                                                            | Sébastien De Smet    | 317-320                                     | 5       | 2007      |
| Céline                                                                       | onbekend             | 321, 328-331                                | 5       | 2007      |
| Laborant                                                                     | Walter Quartier      | 325, 327-328                                | 5       | 2007      |
| Beveiliger van Ladicom                                                       | onbekend             | 326-328                                     | 5       | 2007      |
| De organisator van de airbrushwedstrijd                                      | Eric Baranyanka      | 329-330                                     | 5       | 2007      |
| De winnaar van de airbrushwedstrijd van vorig jaar                           | Gunter Reniers       | 329-330                                     | 5       | 2007      |
| Kimberley                                                                    | Ellen Peeters        | 329                                         | 5       | 2007      |
| Lien, oude vriendin van Evert                                                | Eline Ganseman       | 331-332, 334-336                            | 5       | 2007      |
| Robin                                                                        | onbekend             | 331-332                                     | 5       | 2007      |
| Trouwambtenaar van Lien en Robin                                             | Luk D'Heu            | 332                                         | 5       | 2007      |
| Autodief Hans                                                                | Johnny De Meyer      | 333-336                                     | 5       | 2007      |
| Autodief Joost                                                               | Mattias Baertsoen    | 334-336                                     | 5       | 2007      |
| Ober van het terras                                                          | ?                    | 340, 348, 359, 365, 367                     | 6       | 2007      |
| Verhuizer                                                                    | onbekend             | 342-343                                     | 6       | 2008      |
| Gene Thomas                                                                  | Zichzelf             | 354-355                                     | 6       | 2008      |
| Suzy                                                                         | Pauline Grossen      | 365-366                                     | 6       | 2008      |
| Flip en Joris                                                                | onbekend             | 372-373                                     | 6       | 2008      |
| Flip en Joris                                                                | onbekend             | 372-373                                     | 6       | 2008      |
| Moeder van Flip en Joris                                                     | Nathalie Wijnants    | 372-373                                     | 6       | 2008      |
| Secretaresse Betty van Mr. Vandenbulcke                                      | Nicoline Hummel      | 378, 381, 387-389                           | 6       | 2008      |
| Meester Jozef (Oude leraar van Nele)                                         | onbekend             | 379                                         | 6       | 2008      |
| Mario, de jongleur                                                           | onbekend             | 388-390                                     | 6       | 2008      |

## Dansleraren van Spring
Spring kende verschillende dansleraressen en dansleraren.
| Personage                 | Periode   |
| ------------------------- | --------- |
| Maggy Lejeune             | 2002-2004 |
| Laura                     | 2004      |
| Katrijn Van Asten         | 2005      |
| Marie-France Van Mechelen | 2005      |
| Pia Bertels-Deroover      | 2005-2007 |
| Liesbeth Bertels-Deroover | 2008      |
| Juan                      | 2008      |

## Muziekgroep

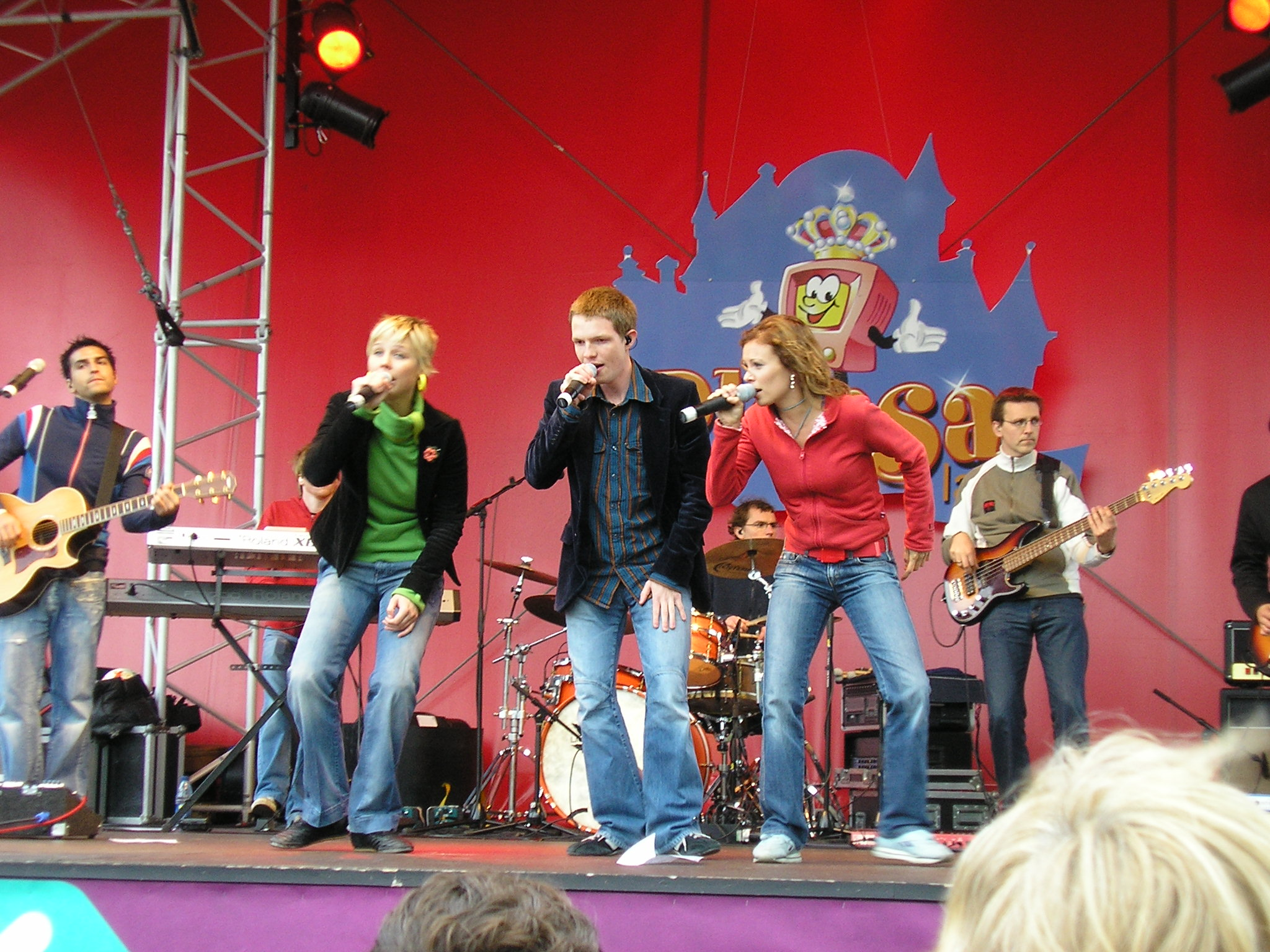
De muziekgroep Spring tijdens een optreden in Plopsaland De Panne

De verhaallijnen in Spring spitsten zich naast het dansschool-gegeven ook toe op een gelijknamige muziekgroep. De groep Spring werd vanuit productiehuis Studio 100 ook in het echt opgericht met acteurs Jelle Cleymans, Anneleen Liégeois, Cara Van der Auwera en Damian Corlazzoli als centrale figuren. In de serie had de groep echter een andere bezetting. Kort na het einde van de serie hield ook de muziekgroep op te bestaan.
De groep verzorgde ook de themaliederen voor de begingeneriek van de serie.
- "Spring" (seizoen 1)
- "We kunnen het leven aan" (seizoen 2)
- "Vrije val" (seizoen 3)
- "Open je hart" (seizoen 4)
- "Voor een leven" (seizoen 5 en 6)

### De bandleden in de serie
De band Spring kende verschillende bandleden. In de loop van de jaren hebben sommige leden de band verlaten. Ook kwamen er nieuwe bandleden bij.
| Personage            | Functie in de band  | Periode     |
| -------------------- | ------------------- | ----------- |
| Evert Van Bellum     | Zanger en gitarist  | 2002-2008   |
| Pieter Van Asten     | Zanger en bassist   | 2002-2005   |
| Thomas Desmyter      | Drummer             | 2002-2003   |
| Xavier Lejeune       | Pianist en gitarist | 2002 & 2006 |
| Jonas Verduyn        | Pianist             | 2002-2003   |
| Tina "Tien" Smolders | Pianist             | 2003-2007   |
| David Vercauteren    | Drummer             | 2003-2008   |
| Johan "Jo" De Klein  | Bassist             | 2005-2008   |
| Niek Vandenbulcke    | Gitarist            | 2007-2008   |

## Opnamelocaties
- De buitenopnames van de dansschool voor Spring en TopStars werden op het terrein van Studio 100 in Schelle bij Molenberglei 22 gemaakt. Als herkenningspunt is het bedrijf Neirynck & Vogt vaak als N & V 22 in beeld te zien.
- De opnames van het rugbyveld in aflevering 240 van seizoen 4 werden gemaakt op het Rugbyveld V2 in Leuven.
- De scènes in de kickboksschool in seizoen 5 met Jo werden opgenomen bij de vechtsportclub Dawsu Leuven in Leuven.
- Het examenlokaal waar Jo in aflevering 267, 268 en 269 zijn examen kunstgeschiedenis doet, is hetzelfde lokaal dat gebruikt werd voor de serie Het Huis Anubis (2006-2009).
- De opnames van het kleine vliegveldje met Xavier, Steven en Leen in aflevering 297 van seizoen 5 werden gemaakt bij Vliegveld Grimbergen in Grimbergen.
- De gijzeling in de winkel in aflevering 300, 301 en 302 werd opgenomen in Schoten, bij de supermarkt 'Prima De Vaart'.
- De scènes bij het dierenasiel in seizoen 6 werden opgenomen bij het KMDA - Dierenasiel Antwerpen in Antwerpen.

## Bewerkingen

### Nederlandse remake: TopStars
Tussen 2004 en 2006 werd een Nederlandse versie van Spring uitgezonden op jeugdzender Z@PP. De verhaallijnen en personages in deze Nederlandse versie zijn grotendeels gebaseerd op het Vlaamse origineel. Omgekeerd zijn in de scenario's van de latere seizoenen van Spring enkele gebeurtenissen uit TopStars overgenomen.

### Boeken
1. Diefstal in de dansschool
2. De valsemunters
3. Mysterie in de Manège
4. De witte ster
5. De woestijntijgers
6. Losgeld
7. De schat van graaf van Greppelghem
8. De bende van Moustique (verschenen op 23 maart 2007)

### Dvd's
De afleveringen van seizoen 1 en 2 zijn samengevoegd tot 26 lange afleveringen van ± 25 minuten. Op tv waren de afleveringen apart te zien als een van ± 12 minuten.
| Seizoen | Naam        | Aflevering (± 12 min.) | Aflevering (± 25 min.) |
| ------- | ----------- | ---------------------- | ---------------------- |
| 1       | Spring 1 V1 | 1 - 10                 | 1 - 5                  |
| 1       | Spring 1 V2 | 11 - 24                | 6 - 12                 |
| 1       | Spring 1 V3 | 25 - 38                | 13 - 19                |
| 1       | Spring 1 V4 | 39 - 52                | 20 - 26                |
| 2       | Geen naam   | 1 - 4                  | 1 - 2                  |
| 2       | Spring 2 V1 | 1 - 12                 | 1 - 6                  |
| 2       | Spring 2 V2 | 13 - 26                | 7 - 13                 |
| 2       | Spring 2 V3 | 27 - 38                | 14 - 19                |
| 2       | Spring 2 V4 | 39 - 52                | 20 - 26                |

Seizoen 1 was ooit volledig te koop in een dvd-box.

## Succes
De serie betekende voor Ketnet en Studio 100 een groot commercieel succes. Vooral de eerste jaargangen kenden een hoog aantal kijkers. Tegelijk was ook de belangstelling voor de muziekband groot, met jaarlijks verscheidene singles die het schopten tot de Vlaamse Ultratop 50. Na verscheidene castwissels en vooral na het quasi gelijktijdige vertrek van pioniers Anneleen Liégeois en Cara Van der Auwera uit zowel de serie als de muziekgroep, zwakte de populariteit af en werd de franchise in relatieve stilte stopgezet.

## Trivia
- De opnames van de eerste jaargang startten in juli 2002.
- In 2017 kwam er in november een eenmalige reünie met Damian, Cara en Jelle. Zij traden viermaal op in een uitverkocht Sportpaleis naar aanleiding van het twintigjarig bestaan van Ketnet. Enkel Anneleen Liégeois (die in de serie de rol van Katrijn speelde) deed niet mee.
- In 2022 kwam er opnieuw een reünie met Damian, Cara en Jelle in het Sportpaleis, naar aanleiding van het 25-jarig bestaan van Studio 100. Ze traden driemaal op.
- Vanaf het begin van de zomer in 2018 werd de volledige serie herhaald. Van seizoen 1 was elke aflevering apart te zien, vanaf seizoen 2 werden ze uitgezonden als een dubbele aflevering.
- In de laatste veertien afleveringen van de reeks speelde de acteur Guy Van Sande mee. Door veroordelingen werd hij in 2016 definitief geschorst door VRT, waarna besloten werd programma's met hem in een rol niet meer uit te zenden. Zodoende werd in 2018 het zesde en laatste seizoen niet herhaald door de VRT.
- Oorspronkelijk was het lied 'Voor een leven', waarmee afleveringen uit de vijfde en zesde reeks worden geopend, geen volledig afgewerkt lied. Studio 100 wilde hier oorspronkelijk wel een volledig lied van maken, maar doordat de band niet meer actief was is het destijds bij een opname van 28 seconden gebleven, uitsluitend bestaande uit een refrein. In 2025 werd het lied alsnog vervolledigd, naar aanleiding van de 'Cleymans zingt Spring'-concerten in de AB, waarbij Jelle Cleymans het lied daar voor het eerst ten gehore bracht en daarna op Spotify verscheen.